# Spațiu șapte-dimensional
În matematică, o secvență de n numere reale poate fi înțeleasă ca o locație într-un spațiu n - dimensional . Când n = 7, mulțimea tuturor acestor locații se numește spațiu  șapte-dimensional. Adesea un astfel de spațiu este studiat ca un spațiu vectorial, fără vreo noțiune de distanță. Spațiul euclidian șapte-dimensional este un spațiu cu șapte dimensiuni echipat cu o metrică euclidiană, care este definită de produsul punctual . 
Mai general, termenul se poate referi la un spațiu vectorial șapte-dimensional peste orice câmp, cum ar fi un spațiu vectorial complex șapte-dimensional, care are 14 dimensiuni reale. Se mai poate referi la o varietate șapte-dimensională, cum ar fi o sferă șapte-dimensională, sau la o varietate de alte construcții geometrice.
Spațiile șapte-dimensionale au o serie de proprietăți speciale, multe dintre ele legate de octonii . O proprietate deosebit de diferită este că un produs încrucișat poate fi definit doar în trei sau șapte dimensiuni. Acest lucru este legat de teorema lui Hurwitz, care interzice existența structurilor algebrice precum cuaternionii și octonionii în alte dimensiuni decât 2, 4 și 8. Primele sfere exotice descoperite vreodată erau șapte-dimensionale.